# Louis de La Palud
Louis de La Palud, O.S.B. (Châtillon-la-Palud, entre 1370 e 1380 – Roma, 21 de setembro de 1451) foi um cardeal francês da Igreja Católica, que foi bispo de Saint-Jean de Maurienne.

## Biografia
Filho de Aymé de La Palud, seigneur de Varambon, e de Alix de Corgenon. Doutorou-se na Universidade  Sorbonne de Paris. Ingressou na Ordem de São Bento em Tournus, diocese de Châlons-sur-Saône.
Abade de Ambronnay em 1404 e Abade de Tournus, em 1413. Participou do Concílio de Constança e foi Guardião do conclave de 1417. Deputado ao Concílio de Siena de 1423 e deputado ao Concílio de Basileia, onde foi eleito bispo de Lausanne, em 6 de junho de 1431.
Transferido para a Diocese de Avignon em 4 de novembro de 1433, mas a nomeação não teve qualquer efeito prático. Enviado pelo concílio diante do Papa Eugênio IV. Foi para a Grécia para promover a união com os ortodoxos gregos. Em seu regresso a Basileia, aderiu ao antipapa Félix V.
Foi criado cardeal pelo Antipapa Félix V em 12 de abril de 1440 em Thonon, recebendo o título de cardeal-presbítero de Santa Susana.
Foi transferido para a Sé de Saint-Jean de Maurienne em julho de 1441 e ocupou o posto até sua morte.
Submeteu-se ao Papa Nicolau V, que o absolveu e foi confirmado cardeal no consistório de 19 de dezembro de 1449, sendo publicado no dia seguinte, recebendo o título de Santa Anastácia em 12 de janeiro de 1450, entrou em Roma em 11 de dezembro de 1450, recebeu o chapéu vermelho no dia seguinte; as cerimônias finais de sua criação cardinalícia ocorreram em 15 de dezembro de 1450.
Morreu em 21 de setembro de 1451, em Roma, sendo sepultado na Basílica de São Pedro.